# アブドル・ハク

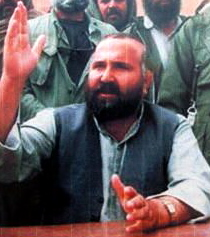
アブドル・ハク

アブドル・ハク（Abdul Haq、1958年4月13日 - 2001年10月26日）は、アフガニスタンのムジャーヒディーン、政治家。
ソ連・アフガン戦争で活躍したパシュトゥーン人のムジャーヒディーン司令官。2001年10月、反ターリバーン蜂起を煽動するためアフガニスタンに潜入を企てたところを逮捕され処刑された。

## 前半生と人となり
ナンガルハール州出身のパシュトゥーン人。生家は、ギルザイ部族連合アフマドザイ部族の富裕な名家で、ザーヒル・シャー国王とも関係が深かった。彼の父方の曽祖父ワズィール・アルサラー・ハーンは1869年アフガニスタンの外務大臣を務め、対英対露策に奔走した。また、彼の従兄弟ヒダーヤト・アルサラーは世界銀行の理事を務め、後にカルザイ政権の副大統領に就任した（2001年12月 - 2004年12月）。彼は庶子であったため家督は継いでいない。家督を継いだ兄はイスラーム党（ハーリス派）の指導者だったハジ・アブドゥル・カディールであり、カルザイの初期の有力な支援者で、後に政権の閣僚も務めたが、2002年暗殺された（カディールを兄とするものと、弟とするものがある）。
マドラサに通った後、8歳からリセで学んだ。パシュトゥー語、ダリー語、英語を自由に話す。

## ムジャーヒディーン
1977年にグルブッディーン・ヘクマティヤール率いるイスラム党（ヘクマティヤール派）の一員として、当時の共産主義政権に対する武力闘争に身を投じた。後にムハンマド・ユーヌス・ハーリスのイスラム党 (ハーリス派) に転じた。ソ連・アフガン戦争では、カーブル地域のムジャーヒディーンを束ねた。一連の戦闘での活躍によって、指揮官としての名声が高まり、アフガニスタン全土でも指導的な立場を得るに至った。ガーディアンによると、戦場で12回負傷し片足を失った。そのため戦場ではいつも馬の背にあったと言う。また、戦傷治療のために日本を訪れたことがある。

## 戦後の活動
1998年、国際連合の和平調停者に就任した。

## 死
2001年10月、ターリバーンに対抗するパシュトゥーン人勢力を復活させるために、アメリカの援助の下、数百人の支持者と共にローガル州に潜入した。潜入2日後、2001年10月26日逮捕、処刑された。ガーディアンによると、ハクが捕らえられたのは二重スパイによる裏切りのためだと言う。ハクの能力を過信したISIに任せきりで、ハクをサポートする手を何も打たなかった、とCIAを非難する報道が彼の死の直後に相次いだ。ガーディアンは追悼記事で「有能な指揮官」「汎民族的ロヤ・ジルガを主導する能力がある数少ない指導者の一人だった」と彼を偲んだ。

## ノート
1. ↑  Kaplan, 145-6
2. ↑  Kaplan, 147
3. ↑  Kaplan, 67
4. 1 2 3  Khan, M. Ismail. "Taliban execute ex-guerilla commander: Last moment rescue operation fails", Dawn, October 27, 2001. Retrieved September 25, 2006.
5. ↑  山根聡「アフガニスタンの軍閥と中央政権」 鈴木均編『アフガニスタン国家再建への展望』明石書店、2007年
6. ↑  “参考資料 アフガニスタン2001年”.   アジア経済研究所. 2012年11月23日閲覧。
7. 1 2 3 4 5  Abdul Haq: Veteran Afghan leader seeking post-Taliban consensus rule, The Guardian, 2001年10月29日
8. ↑  山根聡「アフガニスタンにおける軍閥と中央政権」『アフガニスタン国家再建への展望』鈴木均編、明石書店、2007年、236頁
9. ↑  Slavin, Barbara and Weisman, Jonathan. "Taliban foe's death sparks criticism of U.S. goals", USA Today, October 31, 2001. Retrieved September 23, 2006.

## External links
- Abdul Haq Foundation
- Afghan Warrior: The Life and Death of Abdul Haq, BBC Four